# Ángeles Mora
Ángeles Mora Fragoso (Rute, provincia de Córdoba, 1952) es una escritora española. Miembro de la Academia de Buenas Letras de Granada desde 2003, en 2016 recibió el Premio Nacional de la Crítica y el Premio Nacional de Poesía de España. En 2025 ha recibido la Medalla de San Isidoro de Sevilla, de la Unión Nacional de Escritores de España.

## Biografía
Se licenció en Filosofía y Letras por la Universidad de Granada y es acreedora de un máster en "Metodología de la Enseñanza del Español como Lengua Extranjera" por la Universidad de Granada, donde ha sido profesora de Lengua y Literatura Española en el Centro de Lenguas Modernas. También ha colaborado en el periódico Granada Hoy. Es presidenta de la Asociación de Mujer y Literatura Verso libre; estuvo casada con el profesor Juan Carlos Rodríguez y es madre de tres hijos.

## Trayectoria poética
Su primer libro publicado fue Pensando que el camino iba derecho (1982), con un título tomado de un verso de Garcilaso de la Vega. Aunque, en realidad, los poemas de su libro Caligrafía de ayer (2000) son anteriores. Obtuvo el premio «Ciudad de Melilla» con su libro Contradicciones, pájaros en 2001. Antes, había efectuado una primera recapitulación literaria en La guerra de los treinta años  (1990), que obtuvo en su momento el premio «Rafael Alberti». También hay que mencionar recopilaciones de su obra como Antología poética (1982-1995) (1995), en edición de Luis Muñoz, y ¿Las mujeres son mágicas? (2000), introducida por Miguel Ángel García. En 2016 publicó Ficciones para una autobiografía (Bartleby Editores), obra galardonada con el premio Nacional de la Crítica en el mes de abril, y el premio Nacional de Poesía, en noviembre.
En 2022 vio la luz La poesía de Ángeles Mora. Otra manera de mirar el mundo (Comares, edición de José Jurado Morales), el primer libro colectivo y monográfico dedicado a su obra.

## Poesía
- Pensando que el camino iba derecho, Granada, Diputación («Genil»), 1982.

- La canción del olvido, Granada, Diputación («Libros de Bolsillo»), 1985.

- La guerra de los treinta años, Cádiz, Caja de Ahorros de Cádiz, 1990.

- La dama errante, Granada, La General («Colección Literaria»), 1990.

- Cámara subjetiva, Palma de Mallorca, Monograma («El Cantor»), 1996.

- Caligrafía de ayer, Rute, Ánfora Nova, 2000.

- Contradicciones, pájaros, Madrid, Visor, 2001. Traducción al italiano: Contraddizioni, ucelli, 	Alessandria, Edizioni dell'Orso, 2005.

- La guerra de los treinta años, Granada, I&CILe («Colección Messidor»), 1, 2005.

- Bajo la alfombra, Madrid, Visor, 2008.

- Ficciones para una autobiografía, Madrid, Bartleby, 2016.
- Soñar con bicicletas, Barcelona, Tusquets, 2022.

### Antologías poéticas
- Antología poética (1982-1995), 	edición de Luis Muñoz, Granada, Diputación («Maillot Amarillo»), 1995.

- ¿Las mujeres son mágicas?, 	prólogo de Miguel Ángel García, Lucena, Ayuntamiento («Cuatro 	Estaciones»), 2000.
- La sal sobre la nieve: antología poética 1982.2020, 	 Renacimiento, 2021

### Cuadernos y Plaquettes
- Silencio/4, 	Fernán Núñez, Jorge Huertas Editor, 1994.

- Elegía y postales, 	Córdoba («Cuadernos de la Posada»), 36, 1994.

- Cantos de sirenas, 	Palma de Mallorca («Col.lecció poesía de paper»), 56, 1997.

- Versos, 	21, Universitat de Lleida, 1999.

- Un olor a verbena, 	Montilla, Casa del Inca, 2001.

- Juegos entre la lluvia, 	Granada («Vitolas del Anaïs»), 18, 2005.

- Diversos, 	17, Málaga, Centro Cultural de la Generación del 27, 2005.

- Juego de cartas, 	Rute («Poesía in situ»), 5, 2012.

- Saber de ti, 	Roquetas de Mar, Aula de poesía, 2013.

## Premios
- Premio Unicaja de Poesía 1989 por La Guerra de los treinta años

- Premio Internacional de Poesía Ciudad de Melilla 2000 por Contradicciones, pájaros

- Premio de Poesía Jaime Gil de Biedma 2008, accésit, por Bajo la alfombra [4]
- Premio de la Crítica de poesía castellana 2015 por Ficciones para una autobiografía [5]
- Premio nacional de poesía 2016 por Ficciones para una autobiografía[6]
- Premio Andalucía de la Crítica 2023 por "Soñar con Bicicletas"
- Medalla de San Isidoro de Sevilla 2025, de la Unión Nacional de Escritores de España.